# Краснокутская волость (Славяносербский уезд)
Красноку́тская во́лость — административно-территориальная единица Славяносербского уезда Екатеринославской губернии.
По состоянию на 1886 год состояла из 3 поселений, 4 сельских общин. Население — 2 640 человек (1 371 мужского пола и 1 269 — женского), 514 дворовых хозяйств.
|                       | Площадь, десятин | В том числе пахотной, дес. |
| --------------------- | ---------------- | -------------------------- |
| Сельских общин        | 3795             | 1500                       |
| Частной собственности | 9341             | 1988                       |
| Другой собственности  | 83               | 5                          |
| В целом               | 13219            | 3543                       |

Основные поселения волости:
- Красный Кут — собственническое село при реках Рассыпная, Мечетная и Миусик, в 65 верстах от уездного города, 1 640 человек, 323 двора, православная церковь, лавка, 2 ярмарки в год. За 10 верст — железнодорожная станция Петровеньки.
- Петрово-Красноселье — собственническое деревушка, 522 человек, 131 двор, постоялый двор.